# 브라스하트

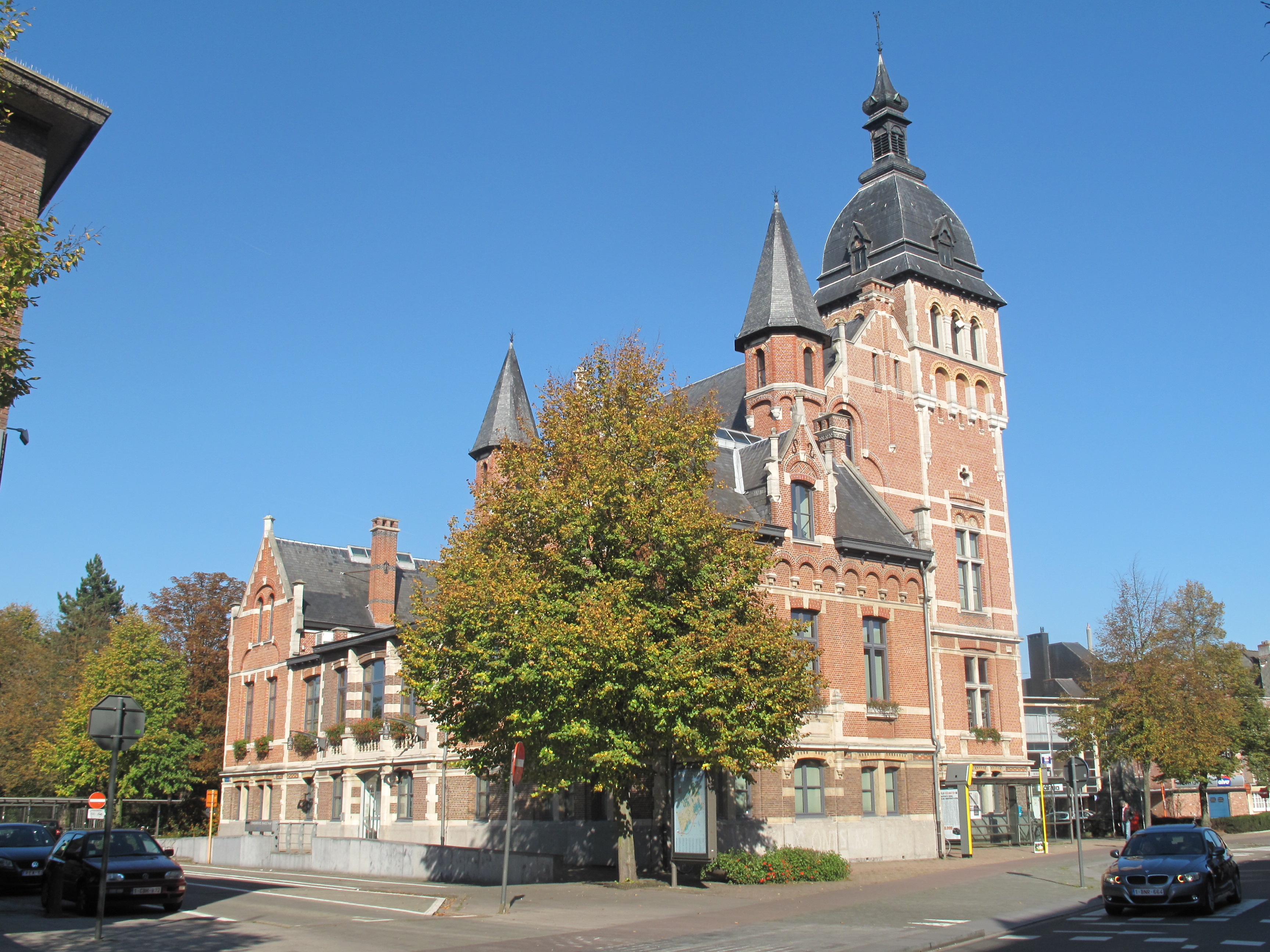
브라스하트

브라스하트(네덜란드어: Brasschaat)는 벨기에 플랑드르 지역 안트베르펜주에 위치한 도시로 면적은 38.49km2, 인구는 38,575명(2023 기준), 인구 밀도는 980명/km2이다. 브라스하트는 사법주 브라스하트의 주 도시이자 선거구 카펠런 (Kapellen) 주에 속한다. 브라스하트의 수호성인은 Saint Anthony Abbot이다.

시기(市旗)
시 문장(紋章)